# Grazione
Grazione era un gigante, figlio di Gea e Tartaro, che partecipò alla guerra tra Dei e Giganti suoi alleati, chiamata Gigantomachia. Combatté contro Artemide, ma venne sconfitto da lei e Eracle.
Egli infatti, come tutti i giganti, doveva essere sconfitto da un dio e un semidio uniti.
Rispetto ai suoi fratelli era basso, ma aveva grandi capacità con l'arco e un potere sulla luce lunare.
Venne esiliato sotto l'Etna o, secondo alcune versioni, nel Tartaro, insieme ai suoi fratelli.